# Det kommer bli bra
Det kommer bli bra är en låt framförd av Laleh från 2020. Låten är skriven av Laleh och Gustaf Thörn och handlar om att hitta sin plats i världen och vara sig själv. Barnkören som medverkar på låten består av tjejerna Alva och Norah.
Låten har legat på Svensktoppen sedan 3 maj 2020, med andra plats som bästa placering. På Digilistan har låten placerats som bäst på andra plats.

## Listplaceringar
| Lista(2020)          | Topplacering |
| -------------------- | ------------ |
| Sverige (Digilistan) | 2            |